# تاد گرف
تاد گِرَف (انگلیسی: Todd Graff؛ زادهٔ ۲۲ اکتبر ۱۹۵۹) بازیگر و کارگردان اهل ایالات متحده آمریکا است. وی از سال ۱۹۷۰ میلادی تاکنون مشغول فعالیت بوده‌است.
از فیلم‌ها یا مجموعه‌های تلویزیونی که وی در آن‌ها نقش داشته است، می‌توان به مردی بی‌گناه و شهر امید اشاره نمود.